# NGC 2735
NGC 2735 est une galaxie spirale intermédiaire située dans la constellation du Cancer. NGC 2735 a été découverte par l'astronome français Édouard Stephan en 1878.

## Caractéristiques
La classe de luminosité de NGC 2735 est II et elle présente une large raie HI

### Distance
Sa vitesse par rapport au fond diffus cosmologique est de 2 710 ± 19 km/s, ce qui correspond à une distance de Hubble de 40,0 ± 2,8 Mpc (∼130 millions d'al).
À ce jour, six mesures non basées sur le décalage vers le rouge (redshift) donnent une distance de 52,300 ± 9,221 Mpc (∼171 millions d'al), ce qui est à l'intérieur des valeurs de la distance de Hubble. Notons cependant que c'est avec la valeur moyenne des mesures indépendantes, lorsqu'elles existent, que la base de données NASA/IPAC calcule le diamètre d'une galaxie et qu'en conséquence le diamètre de NGC 2735 pourrait être d'environ 14,6 kpc (∼47 600 al) si on utilisait la distance de Hubble pour le calculer.

### Classification
Wolfgang Steinicke classe cette galaxie comme une spirale barrée, mais la présence d'une barre sur l'image de l'étude SDSS n'est vraiment pas évidente. La classification de spirale intermédiaire semble plus appropriée.

## Arp 287 et la paire de galaxies en interaction
Les galaxies PGC 25402 et NGC 2735 figurent dans l'atlas de Halton Arp sous la cote Arp 287,,.
Ces deux galaxies ne sont pas mentionnées explicitement dans le texte en page 13 du tableau intitulé « DATA FOR ILLUSTRATIONS » en page 7, mais la figure 49 qui montre les deux galaxies permet d'identifier sans aucun doute les deux galaxies. Arp mentionne qu'il existe des courants parallèles inclinés au large de chaque bord de la galaxie principale.
La distance de Hubble de PGC 25402, aussi désignée comme NGC 2735A par NED est égale à 41,96 ± 2,95 Mpc (∼137 millions d'al), soit presque la même que NGC 2735. Ces deux galaxies forment donc une paire réelle, très probablement en interaction.

## Supernova
La supernova SN 2015Y a été découverte le 11 avril 2015 dans NGC 2735 par Halevi, Hughes, Zheng et Filippenko dans le cadre du programme LOSS (Lick Observatory Supernova Search) de l'observatoire Lick. Cette supernova était de type Ib.